# Atractus steyermarki
Atractus steyermarki — вид змій родини полозових (Colubridae). Мешкає в Південній Америці. 

## Поширення і екологія
Atractus steyermarki мешкають на Гвіанському нагір'ї, від Ауянтепуя і гірського масиву Чіманта на сході венесуельського штату Болівар до тепуя Вен-Ассіпу на заході Гаяни, в регіоні Куюні-Мазаруні. Вони живуть в саванах, на луках і в тропічних лісах, на висоті від 500 до 2244 м над рівнем моря.